# Poemenesperus niveicollis
Poemenesperus niveicollis es una especie de escarabajo longicornio del género Poemenesperus, tribu Tragocephalini, subfamilia Lamiinae. Fue descrita científicamente por Aurivillius en 1903.
Se distribuye por Camerún. Mide aproximadamente 11 milímetros de longitud.